# 天空侵犯
『天空侵犯』（てんくうしんぱん）は、 三浦追儺（原作）、 大羽隆廣（作画）による日本の漫画。DeNAのマンガアプリ『マンガボックス』にて2014年1号から2019年18号まで連載された。単行本は講談社より刊行されている。2019年7月28日からは講談社のウェブコミック配信サイト『マガジンポケット』にて新シリーズ『天空侵犯arrive』（てんくうしんぱんアライヴ）が2021年4月25日まで連載された。
高層ビル群を舞台に主人公の本城遊理や、その仲間たちと仮面たちとの戦いが繰り広げられるサスペンス作品。

## あらすじ
女子高校生の本城遊理は、突然学校から高層ビルへ飛ばされてしまい、そこで仮面を被った者による殺人を目のあたりにする。他にも、周りの者は次々に仮面に殺されるか、自殺を図っていた

## 登場人物
声の項はWebアニメ版の声優。

### 主要人物
本城 遊理（ほんじょう ゆり）
声 - 白石晴香
本作の主人公で、16歳の女子高校生。誕生日は11月6日。武器は自動拳銃。
幼いころから物知りな兄・理火から影響を多々受けていた極度なブラザーコンプレックスでもある。
兄から得た知識などをフル稼働させて、過酷な「領域」で生き残ろうとする。仲間を守るため自ら、クチナシの仮面を被り「神に近づいた人物」になった。
スナイパー仮面と仲間になった当初は彼のトラウマが残り恐れられていたが、元の世界では彼と理火が友達だったことを知ってからは親しく接している。
二瀬 真由子（にせ まゆこ）
声 - 青木志貴
遊理より小柄な16歳の女子高校生。誕生日は6月19日。遊理から「ニセちゃん」と呼ばれている。武器は戦闘用ナイフ。
元の世界では「必要のない子供」として周囲から疎んじられて育った境遇から、領域内では一人で生き抜くために仮面どころか普通の人間に対しても冷酷であった。
そんなころに出会った遊理に対しても当初は敵対していたが、命を救われてからは行動を共にするようになり、これまでにない優しさで接してくれる遊理を「かけがえのない存在」として一命に代えてでも守り抜こうと心に決めている。
新崎 九遠（しんざき くおん）
声 - 関根明良
育ちの良い穏やかな16歳の女子高校生。誕生日は12月1日。
殺伐とした「領域」に場違いな程、緊張感も無いまま現れて自我を取り戻し始めたばかりのスナイパー仮面へ不意に近付いて話しかけてきたという、作中最初に登場した「神に近い人物」。
他の仮面に襲われないとはいえ直接戦闘の能力は皆無に等しいことから、遊理たちへの合流を提案してくれたスナイパー仮面による保護を受けながら、同行することになった。
本来、有しているはずの様々な能力を呼び起こせない中、初めて発現できたのがレールガンを自在に操れる能力であった。
戦闘系の能力を発現できぬ代わりに、「脳内干渉」などの非戦闘系の能力発現度は著しく高く、「神域」に達している。
本城 理火（ほんじょう りか）
声 - 榎木淳弥
遊理の兄で高校3年生。誕生日は7月3日。遊理からは信頼されている。自分の名前にコンプレックスを抱いており、性格も歪んでいると自認している。
数人の仲間と結成したチームのリーダーとして自衛しつつ、自分たちのいる世界「領域」の謎を解明するべく行動しており、武器として大型ハンマーを携行している。
スナイパー仮面／誠 勇火（まこと ゆうか）
声 - 梅原裕一郎、森千早都（幼少期）
遊理と交戦した際、仮面にヒビが入ったことで「コマンド」の支配下ではあるが、僅かながら自我を取り戻せた。
「領域」の謎に挑むのと並行して、仮面に成る前の記憶を取り戻そうとしているが、理火と関わりがあったことを思い出せないでいる。武器は狙撃銃。
吊り橋のロープを撃ち抜いたり、飛翔中の敵弾を撃ち落とすほどの狙撃精度の高さに限らず銃弾の跳ね返りを利用し、死角の標的に一撃で致命傷を与えられる高等射撃を得意とする一方で、新たに補助的な武器として入手した投げナイフの適応など総合的な戦闘能力は著しく高い。煙草が好きで、スマホの操作が苦手。

### 遊理の仲間
青原 和馬（あおはら かずま）
声 - 遊佐浩二
20代の外科医。二瀬と行動するようになった遊理が初めて出会った「神に近い人物」（作中2人目）。
手に入れた能力のすごさに酔いしれる一方で、同様な「神に近い人物」との将来的な対立に備え、勝利する野心を抱いていた。医療器具が揃っていたこともあって、大きなパラボラアンテナのあるビルを拠点としていた。
そんなころに出会った田辺たちとの経緯により、田辺から敵として狙われていた。
この青原を通じて遊理は、「神に近い人物」の特性を知るようになる。
アイン
声 - 安済知佳
青原が使役する小柄な女性仮面。武器は日本刀。
田辺 幸雄（たなべ さちお）
声 - 荻野晴朗
田辺機械工業を営んでいた60歳前後と見られる直情的な男性で、武器は槍。
理火と同様、自衛するためにチームを組んでいたが、襲われた際に仲間4人全員を瞬時に失って以来、青原への敵愾心を募らせた。
卯月（うづき）
声 - 瀬戸麻沙美
田辺や青原と一緒に行動している少年。遊理を気に入っている。元の世界で、武器を擬人化するゲームに嵌ってたため銃に詳しい。実は日下部の息子。

### 理火の仲間
沖原 真司（おきはら しんじ）
声 - 緒方恵美
ヘルメットを被った気弱な少年。銃の扱いに自信を持っているが、理火に頼ることが多い。
武田 速志（たけだ はやし）
声 - 小川翔平
野球仮面（声 - 高橋英則）の背後からの剛速球に頭部を撃ち抜かれ即死。武器は刀。
山波 康平（やまなみ こうへい）
声 - 古川慎
頭部と片目に包帯を巻いている青年。理火の参謀のような存在。武器は銃。
斉藤 恵（さいとう めぐみ）
声 - 古木のぞみ
2人組の仮面に強姦されそうになったところを吉田が使役する僧侶仮面に助けられ、真司の仲間に加わった。
吉田 陸矢（よしだ りくや）
声 - 千葉翔也
遊理と同じ16歳で小柄な男子高校生。作中3人目の「神に近い人物」。
元の世界では馬鹿にされ続けたいじめられっ子であり、気弱な当人も自身をダメな奴として、コンプレックスを抱いている。
そんな経験からか、弱者を虐げる殺伐とした「領域」で自分の能力を正しく使おうと志す中、理火のチームの存在を知り接触を求めた。
僧侶仮面
声 - 木内太郎
吉田が使役する仮面。日下部の襲撃で、水泳仮面から齋藤恵を守り戦死する。
東 遥華（あずま はるか）
声 - 桜田佳歩
小学生の少女。ランドセルをしょっている。理火をちゃん付けで呼んでいるが、理火は嫌がっている。父親（声 - 岩崎征実）は身勝手な一面があり自分と娘さえ助かれば良いと思っている。数人の仮面の襲撃により父親の身勝手な判断で、理火たちを見捨てて去っていった。

### その他の人物
相川 守（あいかわ まもる）
声 - 福山潤
26歳の高校教師。作中4人目の「神に近い人物」で、30体の仮面を使役できる。管理者によって不当に殺された。
小学生のころの、身内の不幸がきっかけで屈折した「優生劣廃」の思想を強く抱き、領域内において理想の実現を目指す野望を抱く。
その妨げになりかねない、他の「神に近い人物」との決戦を想定して情報収集や味方戦力の増強に余念がない。また、その一方で「神」になるための必要な諸条件をおぼろげながら掴んでいる模様。
日下部 弥生（くさかべ やよい）
声 - 日笠陽子
相川配下の女性警官仮面。自意識過剰かつサディスティックな性格。自称18歳。瞳から相手の思考を読むことができる。スナイパー仮面に無理やり仮面を付けた張本人。元の世界では、卯月の母親だが、仮面の「コマンド」により記憶は失っているため卯月を知らない。
木島（きじま）
声 - 松山鷹志
相川配下の執事仮面。
ホワイトフェザー
声 - 瀬戸麻沙美
相川配下の女性スナイパー仮面。武器は狙撃銃。
バレーボール仮面
声 - 道井悠
相川の配下。武器はハルパー（変形鎌）。
水泳仮面
声 - 鷲見昂大
日下部の配下。武器は未使用で、戦闘はボクサースタイル。
学徒仮面
声 - 戸谷公人
日下部の配下。投げナイフの使い手。
大天使
声 - 石川界人
日下部配下。黒タイツ風の仮面。武器は相手の武器を溶かす鉄柱。天使よりも非常に強力なため力を封印しないと支配出来ない。遊理たちに敗れた後は遊理に力を封印され遊理の仲間に加わる。
ディーラー仮面（フロア7）
声 - 伊藤静
常に冷静な性格。年齢は24歳。服装も自前で用意したとのこと。主にパトロールを担当していてエレベータールーム近くに部外者が近づいた時に警備に廻ったりしている。武器は騎兵銃（M4A1）で格闘技術もある。また動きが他の仮面に比べて桁外れのスピードを持つ。
巫女仮面（フロア4）
年齢は不明だが、大学生だと自分で言っていたと言われている。見栄っ張りな性格だが、結構純粋な一面も持つ。武器は銃火器（M82対物狙撃銃）で、片手で発砲する程の力を持っている。
軍人仮面（フロア5）
年齢は不詳で、服装は領域で取り揃えたものらしい。かなり初期から登場している。武器は騎兵銃（M4A1）。後半あたりで死亡する。
爪の仮面
血で化粧をした仮面を被ったパンクファッションの男性でフレディ・クルーガーのような鉤爪の手袋を左手に装着している。他の仮面達に指示を出し、常時「ヒヒッ」と声を出して笑うなど特殊な個体。被害者を鉤爪で痛め付けて自殺するように追い詰めるサディスティックな性格をしており、仲間の仮面に対しても弾除けの道具にしたり嬉々として拷問するなど残忍な行動が目立つ。真由子と遊理の連携により背中を撃たれて致命傷を負った。仮面を外せば人間に戻れる可能性を考えた遊理に仮面を外されるが、仮面の裏を見た時点で脳がハッキングされるため外しても「コマンド」が頭に残り続けるという事実を伝える。更に仮面の本当の目的とこの世界について知った情報を伝えようとしたが「コマンド」によって強制的に舌を噛み千切らされ死亡した。仮面を外した後は協力的だった事から本来は残忍な性格では無い可能性がある。
柔道仮面
黒帯を締めた柔道着を着た男性で武器はモーニングスター。道着に書かれた苗字から本名は「石原」と思われる。真由子が銃を乱射した際に爪の仮面によって銃撃の盾にされ死亡する。
コンビニ店員仮面
コンビニ店員の制服を着た女性で武器は両刃ノコギリ。爪の仮面の指示で遊理を追いかけるが、吊り橋の縄に鎌で切れ込みを入れられたせいで落下しそうになる。唯一吊り橋を掴んでいた片手を爪の仮面によって鉤爪でズタズタに切り裂かれて落下死した。
メイド仮面
声 - 北原沙弥香
メイド喫茶の制服を着ており武器は草刈り鎌。仮面の影響により吊り橋を使わずにビルの屋上間を飛び越えて移動できる程の身体能力を持つ。遊理の銃に仮面を砕かれ敗北。仮面が砕かれたことで自我が戻り、遊理に仮面の裏の危険性を教え、次の「コマンド」の命令によって飛び降り自殺をした。本来は思いやりのある心優しい女性で、ようやく死ねる事に安堵していた。彼女の使用していた鎌は遊理が形見として大切にしている。
野村（のむら)
天才型の男子中学生。遊理を隠れ家に案内し食事や水を提供した。この世界に関しての情報や考察を理論的にノートに纏めている。西浦など頭の悪い人間を劣等な個体と内心見下しており、仮面を被った彼を嘲笑しながら持っていた銃で撃ち殺そうとするも顔をナタで真っ二つに割られて死亡する。彼の銃とノートは遊理によって引き継がれた。
西浦（にしうら)  学生仮面
気が弱く運動神経も悪い男子中学生。野村の命令で囮や見張りなど危険な役回りをさせられていた。一人で屋上に置かれていた仮面を発見した際に裏側を見てしまい「コマンド」によって学生仮面に変貌する。武器はナタ。仮面によって反射神経や体力が大幅に向上しており、野村の撃った銃弾を避けて殺害し、遊理に片足を撃たれて負傷した状態からビルの外壁をよじ登って奇襲した。遊理に屋上から突き落とされそうになり、助けようとした親友の中崎を道連れにして笑いながら落下死する。
中崎（なかざき)
体の大きな男子中学生。西浦とは小学生時代からの親友。遊理に突き落とされそうになった西浦を助けようと手を掴んだが、逆に引っ張られて共に落下死する。
ヤクザ仮面
遊理が交戦した仮面の一人。パンチパーマに派手なダブルのスーツを着用し武器は園芸用スコップ。遊理が闇雲に発泡した銃弾の一発が眉間に命中し、何か言いたげな様子のまま吊り橋から落下して死亡。その際に仮面が破壊され素顔が明らかになった事で仮面の正体は普通の人間だという事実を遊理は知ることになる。
中野 洋平（なかの ようへい)
真面目で非常に正義感の強い警察官。34歳。配達員仮面に発砲し遊理を助けた。異常な世界に飛ばされた現在の状況を冷静に判断できる人物だったが、後輩の木下の裏切りによって落下死する。
木下 留希也（きのした るきや)
中野の後輩でうだつの上がらない警察官。27歳。実は既に発狂しており、不意打ちで中野を屋上から突き落として殺害後に遊理を強姦しようとするが、スナイパー仮面によって頭部を2回狙撃されて死亡した。彼の持っていた銃は遊理によって奪われ、死体は煙でスナイパー仮面の視界を遮るために火を着けて燃やされた。
配達員仮面
遊理が初めて自分から交戦した仮面。某宅配業者の制服を着ており武器は日本刀。隙を突いて武器を奪おうとした遊理を圧倒して斬り殺そうとしたが、助けに来た中野によって胸部を銃撃されそのまま屋上から落下して死亡する。
サラリーマン仮面
遊理が二番目に目撃した仮面。スーツにトレンチコートを着ており武器は金属バット。遊理がいる場所から離れたビルの屋上でOLらしき女性を追い詰めて飛び降り自殺に追い込んだ。この経験により仮面達の目的がターゲットの殺害そのものではなく建物から飛び降り自殺させる事だと遊理は後に気付く。
オーバーオール仮面
遊理がこの世界に飛ばされて初めて遭遇した仮面。裸にオーバーオールを着た大柄な中年男性で武器は斧。吊り橋の上に逃げた遊理を追い詰めたが、恐怖で遊理が手摺りを無意識に掴んで吊り橋を傾けた為にバランスを崩して落下死した。

## 用語
仮面
目と口だけ開けてあり、口角の違いだけで表情を作っている形になっている。
高度な技術を施された「コード」が裏側にあり、覗いてしまった者を否応なく被らせてしまう強制力を有している。
被らせた者には人間離れした身体能力と個性的で高度な格闘能力を付与するが、代償として「命令（コマンド）」によって脳を支配する。この支配は仮面が外せても解けないままである。
口角の上がった「笑顔」のデザインが「領域」内の大半を占めているが、まれに口角の下がった「怒り」や真一文字の「無表情」のデザインも存在する。
天使
「領域」内では、仮面を被らされた者たちのこととして定義付けられている。
状況に応じた様々なコマンドを忠実に遂行する。中でも特に「殺害」のコマンドは「領域」内に用意された、日用品や工具から銃や槍に至るまで古今東西の凶器1種類を用いて、あるいは素手で人々に恐怖を与えていくことになる。その殺害行為は、人間を神に近付ける義務の一環であるという。
コマンドの支配力の強さから自我を封じられ、普通なら満足に喋ることさえできない。
損傷や欠陥品の仮面は、正規の「天使」から排除の対象となり、飛び降りなどの自死を強要されてしまう。意図せずに自身の仮面を欠損させてしまった場合も同様。ただし正規の仮面を被り直せた場合は解除される。
「怒り」の仮面の天使も複数存在し、「守護天使」として「領域」内でそれぞれ担当区域の管理に携わっており、自分の持ち場であればアイテムの置き場も把握している。基本的には、人間との戦闘には直接関わってこないものの、攻撃を受けた際には「保身コマンド」の発動で自衛のために反撃する。その戦闘力は通常の天使と比べ物にならぬほど高い。なお自我に関しては若干、強制力を弱められており、「領域」管理の妨げに成らない程度の自発会話や、思考なら許されている。また「守護天使」同士では「フロア7」「フロア4」といった階級により、数字が大きいほど格上として逆らえない存在になっている。
「無表情」の天使は、食料や武器弾薬などの消耗品を「領域」内へ供給する役割を負い、こちらも人間との戦闘には関わってこない。
守護天使
主に怒りの仮面を被っている者を指す。管理者側に属する。役割としては領域と呼ばれるものの監視や維持。天使と同様に多少洗脳されている。守護天使には「フロア」と呼ばれる格付けがあり、数字が大きいほど偉く、戦闘能力も高い。「フロア」には1から9まで存在する。
神
「領域」における重大な存在。敗北などで仮面を破壊された場合に、通常は喋れない仮面の人間たちから一様に語られるという。
神になるための必要な諸条件「神のコード」を取得することが必要とされており、その手がかりが、ヘリコプターやレールガンと目されている。
神に近い人物
あるいは「神に近づいた人物」と呼ばれる存在で、「クチナシの仮面」を被り、「天使」を操るなどの特性を発揮できるようになった人間。「天使」から生命を脅かされない特性を持っている。
「領域」内に複数存在し、多種多様な特性を潜在意識の中に有しているが、その特性を潜在意識から呼び起こす相性（または呼び起こせたとしても特性を発揮できる相性）は、その人物たちの個人差があって、最初は当人ですら自分がどの特性を扱えるのか分かっていない。
発揮できる能力の特徴によって「天部」「審判」「預言者」などの固有の称号で定義付けられる。
ヘリコプター
「領域」内を飛び、ヘリポートの在るビル屋上の発着場へ降りて来るが、吉田のように存在自体を知らない人もいることから、一部の人にしか伝わっていない。
この世界に飛ばされたばかりのころ、偶発的に目撃した遊理も当初は脱出のために目指していた。やがて「領域」退出用の定期便として、案内の書かれたチラシを入手する。案内は、搭乗は先着1名限り、夜間飛行は無く、退出または地上に降りられる希望に応じるとのこと。
乗り損ねた遊理が腹いせに射撃し、命中させてしまうと、機内にいた守護天使から威嚇で反撃されてしまった。
発着場所はランダムと思われていたが、相川だけは「神に近づいた人物」をわざと避けて降りてくると推察し、確信を深めていた。

## 書誌情報
- 三浦追儺（原作）、大羽隆廣（作画）『天空侵犯』講談社〈講談社コミックスデラックス〉、全21巻
  1. 2014年5月9日発行（同日発売）、ISBN 978-4-06-376979-1
  2. 2014年9月9日発行（同日発売）、ISBN 978-4-06-377056-8
  3. 2015年1月9日発行（同日発売）、ISBN 978-4-06-377111-4
  4. 2015年5月8日発行（同日発売）、ISBN 978-4-06-377190-9
  5. 2015年8月7日発行（同日発売）、ISBN 978-4-06-377292-0
  6. 2015年11月9日発行（同日発売）、ISBN 978-4-06-377349-1
  7. 2016年2月9日発行（同日発売）、ISBN 978-4-06-377422-1
  8. 2016年5月9日発行（同日発売）、ISBN 978-4-06-377461-0
  9. 2016年8月9日発行（同日発売）、ISBN 978-4-06-377499-3
  10. 2016年11月9日発行（同日発売）、ISBN 978-4-06-393073-3
  11. 2017年2月9日発行（同日発売）、ISBN 978-4-06-393137-2
  12. 2017年5月9日発行（同日発売）、ISBN 978-4-06-393187-7
  13. 2017年7月7日発行（同日発売）、ISBN 978-4-06-510028-8
  14. 2017年10月6日発行（同日発売）、ISBN 978-4-06-510262-6
  15. 2018年1月9日発行（同日発売）、ISBN 978-4-06-510726-3
  16. 2018年4月9日発行（同日発売）、ISBN 978-4-06-511240-3
  17. 2018年7月9日発行（同日発売）、ISBN 978-4-06-511787-3
  18. 2018年10月9日発行（同日発売）、ISBN 978-4-06-512601-1
  19. 2019年1月9日発行（同日発売）、ISBN 978-4-06-513870-0
  20. 2019年4月9日発行（同日発売）、ISBN 978-4-06-514871-6
  21. 2019年7月9日発行（同日発売）、ISBN 978-4-06-516663-5
- 三浦追儺（原作）、大羽隆廣（作画）『天空侵犯arrive』講談社〈講談社コミックスデラックス〉、全7巻
  1. 2019年11月8日発行（同日発売）、ISBN 978-4-06-517306-0
  2. 2020年2月7日発行（同日発売）、ISBN 978-4-06-518169-0
  3. 2020年5月8日発行（同日発売）、ISBN 978-4-06-518846-0
  4. 2020年9月9日発行（同日発売）、ISBN 978-4-06-520328-6
  5. 2020年11月9日発行（同日発売）、ISBN 978-4-06-521265-3
  6. 2021年2月9日発行（同日発売）、ISBN 978-4-06-522354-3
  7. 2021年6月9日発行（同日発売）、ISBN 978-4-06-523123-4

## Webアニメ
2021年2月25日よりNetflixにて全世界独占配信。

### スタッフ
- 原作 - 三浦追儺、大羽隆廣[3]
- 監督・音響監督 - たかたまさひろ[3]
- シリーズ構成 - 待田堂子[3]
- キャラクターデザイン・総作画監督 - 植田羊一[3]
- 総作画監督 - 牛島勇二、五十内裕輔[4]
- 美術監督 - 谷口純基[4]
- 美術設定 - 根本洋行[4]
- プロップデザイン - 小川浩[4]
- 色彩設計 - 小針裕子[4]
- 撮影監督 - 田中浩介[4]
- 3DCGディレクター - 菅友彦[4]
- 編集 - 宇都宮正記[4]
- 音楽 - tatsuo、酒井陽一[3]
- 音楽プロデューサー - 大胡寛二
- 音響制作 - セイバーリンクス[4]
- チーフプロデューサー - 大胡寛二、古川慎
- プロデューサー - 磯輪のぞみ、日髙功、日比政広
- アニメーションプロデューサー - 先川幸矢
- アニメーションプロデュース - 遠心力
- アニメーション制作 - ゼロジー[3]
- 製作 - 天空侵犯製作委員会

### 主題歌
「HON-NO」
EMPiREによるオープニングテーマ。作詞はJxSxK、作曲は松隈ケンタ、編曲はSCRAMBLES。
「わたしの名はブルー」
Have a Nice Day!によるエンディングテーマ。作詞・作曲は浅見北斗、編曲は久保田真悟。

### 各話リスト
| 話数   | サブタイトル                          | 脚本           | 絵コンテ       | 演出           | 作画監督                                                                                         |
| ------ | ------------------------------------- | -------------- | -------------- | -------------- | ------------------------------------------------------------------------------------------------ |
| 第1話  | わけわかんない、この世界              | 待田堂子       | たかたまさひろ | たかたまさひろ | 植田羊一 佐光幸恵 桜井正明 常盤健太郎                                                            |
| 第2話  | 見つかった、新しい目標が              | 待田堂子       | たかたまさひろ | 大西健太       | 矢部まなみ 上武優也 臼田美夫 櫻井拓郎 江崎稔                                                     |
| 第3話  | ごめんね、二瀬真由子さん...           | たかたまさひろ | 西森章         | 黒瀬大輔       | 迫江沙羅 はっとりますみ 飯飼一幸 申榮淳                                                          |
| 第4話  | こんな世界になんて負けない            | たかたまさひろ | 西森章         | 喜多幡徹       | 藤田正幸 小澤円 中原清隆 江崎稔                                                                  |
| 第5話  | あれはとんでもない最終兵器            | 待田堂子       | まつぞのひろし | 高山智也       | 五十内祐輔                                                                                       |
| 第6話  | 『完全なる神』になれば...             | 待田堂子       | 西森章         | 薮内悠         | StudioEverGreen 虞剣 葛歓 スタジオ24FPS                                                          |
| 第7話  | この領域を終わらせる                  | たかたまさひろ | まつぞのひろし | 古川博之       | 飯泉俊臣 阿部達也 岩崎令奈 青野厚司 相音光 宮勝秀 小川浩司 へばらぎ リバイバル                   |
| 第8話  | 人間を捨てちゃった...けどそれでもいい | 待田堂子       | 西森章         | 真野玲         | 飯飼一幸 迫江沙羅 金元会 陳焼燦 永田有香 アートベースバン 髙橋こう平                             |
| 第9話  | どちらがカッコいい生き方をするのか    | 待田堂子       | まつぞのひろし | 髙林久弥       | 阿部達也 大野勉 佐光幸恵                                                                         |
| 第10話 | 敵は『混沌を望む者』                  | 待田堂子       | 西森章         | 大西健太       | 矢部まなみ 駄場功益 臼田美夫 櫻井拓郎 佐々木こうじ                                               |
| 第11話 | 我こそが正義！                        | たかたまさひろ | まつぞのひろし | 倉谷涼一       | 五十内祐輔                                                                                       |
| 第12話 | これこそが天空侵犯                    | たかたまさひろ | たかたまさひろ | 喜多幡徹       | 植田羊一 牛島勇二 五十内祐輔 中原清隆 北村友幸 藤田正幸 小澤円 臼田美夫 大野勉 櫻井拓郎 駄場功益 |